# سكوت دونلاب
سكوت دونلاب (بالإنجليزية: Scott Dunlap)‏ هو لاعب غولف أمريكي، ولد في 16 أغسطس 1963 في بيتسبرغ في الولايات المتحدة.

## وصلات خارجية
- سكوت دونلاب على موقع رابطة لاعبي الغولف المحترفين (الإنجليزية)
- سكوت دونلاب على موقع التصنيف العالمي الرسمي للغولف (الإنجليزية)